# Juan Ignacio de Urquiza
Juan Ignacio de Urquiza fue un arquitecto español, hijo de Juan de Urquiza, nacido en la localidad vizcaína de Lequeitio en 1741, Vizcaya, aunque vivió en Durango donde falleció hacia 1792.

## Obra
Retablo de la Piedad de Arrazua, de claro estilo rococó.
Tracista en 1787, de dos retablos laterales para Abadiano, que los realizó su padre.
Dibujante en 1776, de planos de la iglesia de Santa Ana de Durango.
- Datos: Q5950054